# Marie-Ève de Grave
Marie-Ève de Grave, née en 1965 en Belgique, est une réalisatrice, scénariste de cinéma et autrice de textes jeunesse.

## Biographie

### Formation
Marie-Ève de Grave naît en 1965 en Belgique. Elle est la fille du linograveur Jean-Jacques de Grave,.
Après des études d’architecture d'intérieurs à l'institut Saint Luc à Bruxelles et de scénographie à la Cambre, elle sort diplômée de l’INSAS, section Image, en 1993.

### Parcours
Installée en France depuis 1994, elle travaille d'abord comme cadreuse et chef opératrice, avant de se tourner définitivement vers l'écriture et la réalisation.
A l'origine, plutôt portée vers la fiction, elle réalise désormais des documentaires.
Belle de nuit (2016) est son premier documentaire sur l’écrivaine et militante Grisélidis Réal,,
Elle réalise ensuite Dora Maar, entre ombre et lumière présenté au festival de film d'histoire de Pessac (2020).
Code Haneke avec Juliette Binoche et Michael Haneke (2022)
Dans les bois de Walden avec Henry David Thoreau avec Denis Lavant et Gabrielle Filteau Chiba (2022)
Louise Bourgeois, La Sculpture et la Colère (2024)
Elle est en compétition officielle au Brussels Art Film Festival (BAFF) avec Je suis parti dans les bois en 2023.
On lui doit en 2017 le roman graphique L'Histoire de Ned Kelly, illustré par son père Jean-Jacques de Grave — à qui elle veut rendre hommage —, et publié par Hélium. Ce western qui conte l'histoire du criminel australien Ned Kelly est favorablement accueilli dans La Revue des livres pour enfants,. Le livre est nommé au prix Sorcières 2018 catégorie « Carrément sorcières non fiction ».
Deux ans plus tard, elle sort l'album jeunesse Calamity Jeanne, illustré par Victoria Dorche, chez le même éditeur.

### Vie privée
Elle vit et travaille à Ivry-sur-Seine,

## Filmographie
Sauf indication contraire, les informations mentionnées dans cette section peuvent être confirmées par la base de données cinématographiques IMDb,  présente dans la section « Liens externes ».

### Courts métrages
- 1993 : Les Acharnés, 16 min
- 1999 : La Promenade de Peter Aerts, 12 min
- 2010 : Opale plage, 18 min
- 2013 : Grand Tour, 16 min, avec Jean-François Stévenin.
- 2023 : Je suis parti dans les bois[4], 6 min.

### Documentaires
- 2016 : Belle de nuit : Grisélidis Réal, autoportraits, 74 min
- 2019 : Dora Maar, entre ombre et lumière, 52 min
- 2022 : Dans les bois de Walden avec Henry David Thoreau, 57 min, diffusion Arte
- 2024 : Louise Bourgeois, la sculture et la colère, 57 min diffusion Arte.

## Distinctions
Belle de Nuit, Grisélidis réal autoportraits  a obtenu plusieurs prix : grand prix au Fifa (Montréal) prix France Télévisions au Festival de films de femmes de Créteil, étoile de la Scam et grand prix au Doc Festival du Péloponèse.
Dora Maar entre ombre et lumière : prix Arte Cinéma (Italie)
Opale Plage : prime à la qualité de la CFB, grand prix du Festival le court en dit long (Paris), prix du public au festival Belhorizonte (Brésil)

## Publications

### Roman graphique - BD
- L'Histoire de Ned Kelly[6], Hélium, Arles, 18 décembre 2017
Scénario : Marie-Ève de Grave - Dessin : Jean-Jacques de Grave - Couleurs : noir et blanc -  (ISBN 978-2-330-08672-5)

### Album jeunesse
- Calamity Jeanne, autrice : Marie-Ève de Grave, illustratrice : Victoria Dorche, Arles, Hélium, octobre 2019  (ISBN 9782330124502)

### Traductions
- Jacques Weijters, Hoe verstop je een paard ? [« Un cheval chez les gitans »], ill. par Fred De Heij (nl), Bilboquet, 1996
- Henk van Kerkwijk (nl), Muiske [« Margot et le déserteur »], ill. par Kristien Aertssen (nl), Bilboquet, 1996
- Ton van Reen (nl), Piepende remmen, boem ! [« Micmac dans la brousse »], ill. par Philip Hopman (nl), Bilboquet, 1996
- Elisabeth Marain (nl), De keet van Woeste [« Pris au piège »], ill. par Kristien Aertssen, Bilboquet, 1996
- Frank Herzen, Ontsnapt aan de piraten ! [« Prisonnier des pirates »], ill. par Fred De Heij, Bilboquet, 1996
- Henk van Kerkwijk, Het zwarte toernooi [« Le Tournoi maléfique »], ill. par Erik Bosch, Bilboquet, 1996
- Truus van de Waarsenburg (nl), Kom kom, beer is niet dom, Zou beer ziek zijn [« Pluche, Max et compagnie »], raconté en français par Marie-Ève de Grave ; ill. de Loes Orsel, Sylemma Andrieu, 1997.

### Podcasts
- La bien nommée Marie-Eve de Grave émission Les carnets de la création présentée par Aude Lavigne, sur France culture, 20 novembre 2017, (5 min).